# Yang Huiyan
Yang Huiyan (chinesisch 杨惠妍, Pinyin Yáng Huìyán, * 1981) ist eine chinesische Immobilienunternehmerin und Milliardärin. Laut Forbes Magazine war sie 2017 mit einem geschätzten Vermögen von 28 Milliarden US-Dollar die reichste Frau Chinas und belegte damit Platz 140 auf der Forbes-Liste der reichsten Menschen der Welt. Yang hat über ein Investment die zypriotische Staatsbürgerschaft erworben und ist damit Bürgerin der Europäischen Union.

## Leben
Yang machte ihren Bachelor-Abschluss in den Vereinigten Staaten an der Ohio State University. Von ihrem Vater Yeung Kwok Keung erhielt sie 58 % Anteile des 1997 gegründeten Immobilienunternehmens Country Garden. Yang ist verheiratet.